# Cruzada da Berbéria

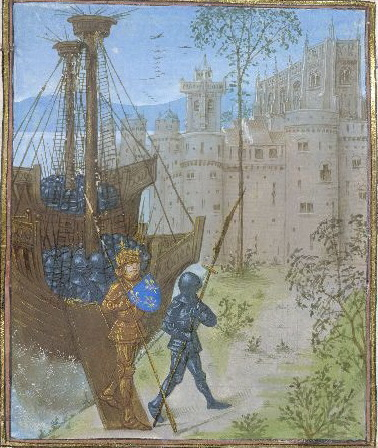
O exército francês desembarcando na África, liderado pelo Duque de Bourbon, segurando um escudo com as armas reais da França (miniatura do século XV)

Cruzada da Berbéria, também chamada de Cruzada de Mádia, foi uma expedição militar franco-genovesa em 1390 que levou ao cerco de Mádia, então um reduto dos piratas berberes na Ifríquia haféssida (geograficamente correspondente à moderna Tunísia). As Crônicas de Froissart são o principal relato do que foi uma das últimas cruzadas.

## Contexto
Durante as calmarias da Guerra dos Cem Anos, os cavaleiros procuravam oportunidades de glória e honra. Quando os embaixadores genoveses abordaram o rei francês Carlos VI para assinar uma cruzada, eles apoiaram entusiasticamente o plano de lutar contra os piratas muçulmanos do Norte da África. Esses piratas tinham sua base principal em Mádia, na costa da Berbéria. Gênova estava pronta para fornecer navios, mantimentos, 12 mil arqueiros e 8 mil soldados de infantaria, se a França fornecesse os cavaleiros. A proposta do doge Antoniotto Adorno foi apresentada como uma cruzada. Como tal, daria prestígio aos seus participantes, uma moratória sobre as suas dívidas, imunidade contra processos judiciais e indulgência papal. A força francesa também incluía alguns participantes ingleses e consistia de 1,5 mil cavaleiros sob a liderança de Luís II, Duque de Bourbon.

## Cerco de Mádia

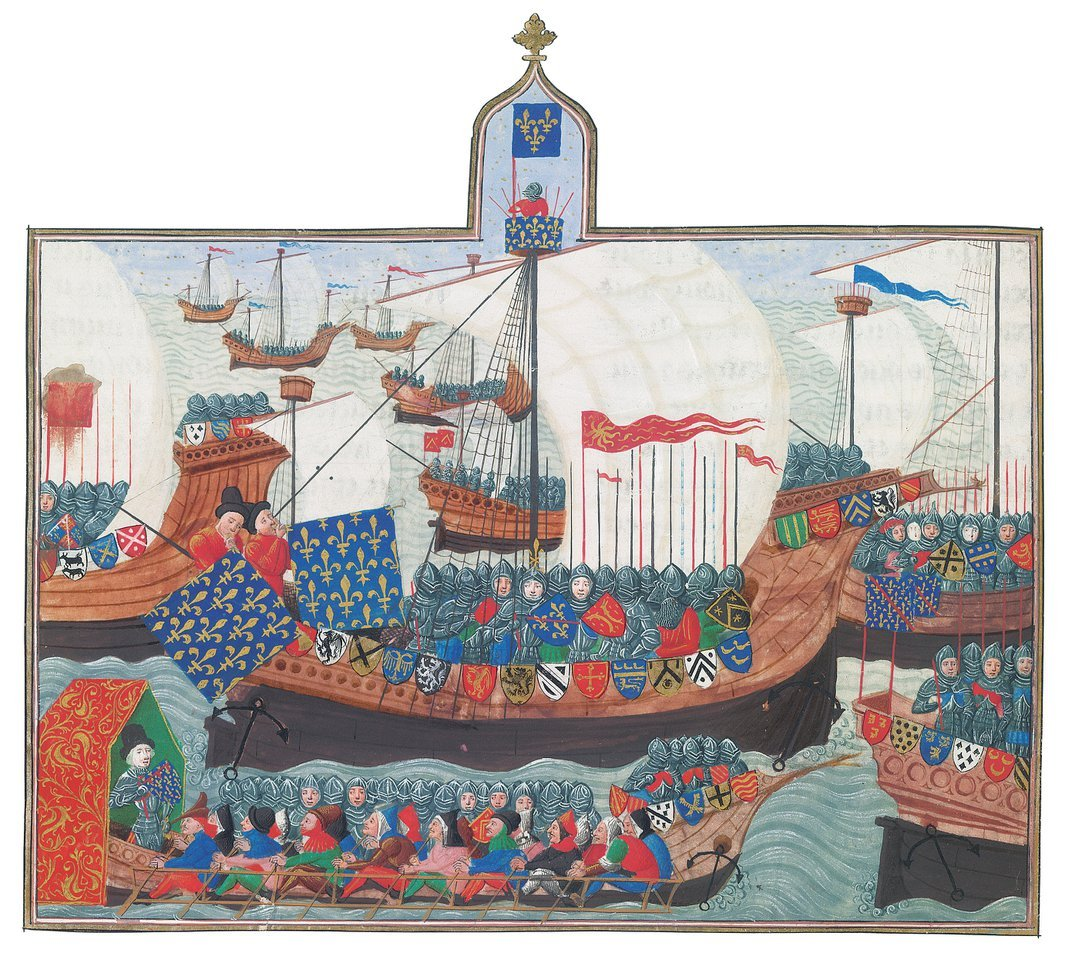
A frota cruzada de Luís de Bourbon a caminho da África, Crônicas de Froissart

Um exército de socorro, supostamente com 40 mil homens, foi trazido pelo sultão haféssida Abu al-Abbas Ahmad II, apoiado pelos reis de Bugia e Tremecém, que acamparam nas proximidades, evitaram batalhas campais, mas começaram a perseguir os cruzados. Os cruzados tiveram que construir um muro ao redor do acampamento e fortificá-lo. Os berberes enviaram um grupo de negociação perguntando por que os franceses os atacariam. Eles só tinham incomodado os genoveses, um problema natural entre vizinhos. Em resposta, foi-lhes dito que eram descrentes que tinham “crucificado e matado o filho de Deus chamado Jesus Cristo”. Os berberes riram, dizendo que foram os judeus, e não eles, que fizeram isso.  As negociações foram interrompidas.
Em um encontro subsequente com o grande exército de socorro, os cruzados mataram muitos, mas acabaram tendo que recuar exaustos e cansados. A duração do cerco não apenas os frustrou, mas seus sistemas logísticos começaram a enfraquecer. Quando um ataque final à cidade foi repelido, eles estavam prontos para fechar um tratado. Do lado oposto, os berberes perceberam que não conseguiriam derrotar os invasores mais armados. Ambos os lados buscavam uma maneira de acabar com as hostilidades.

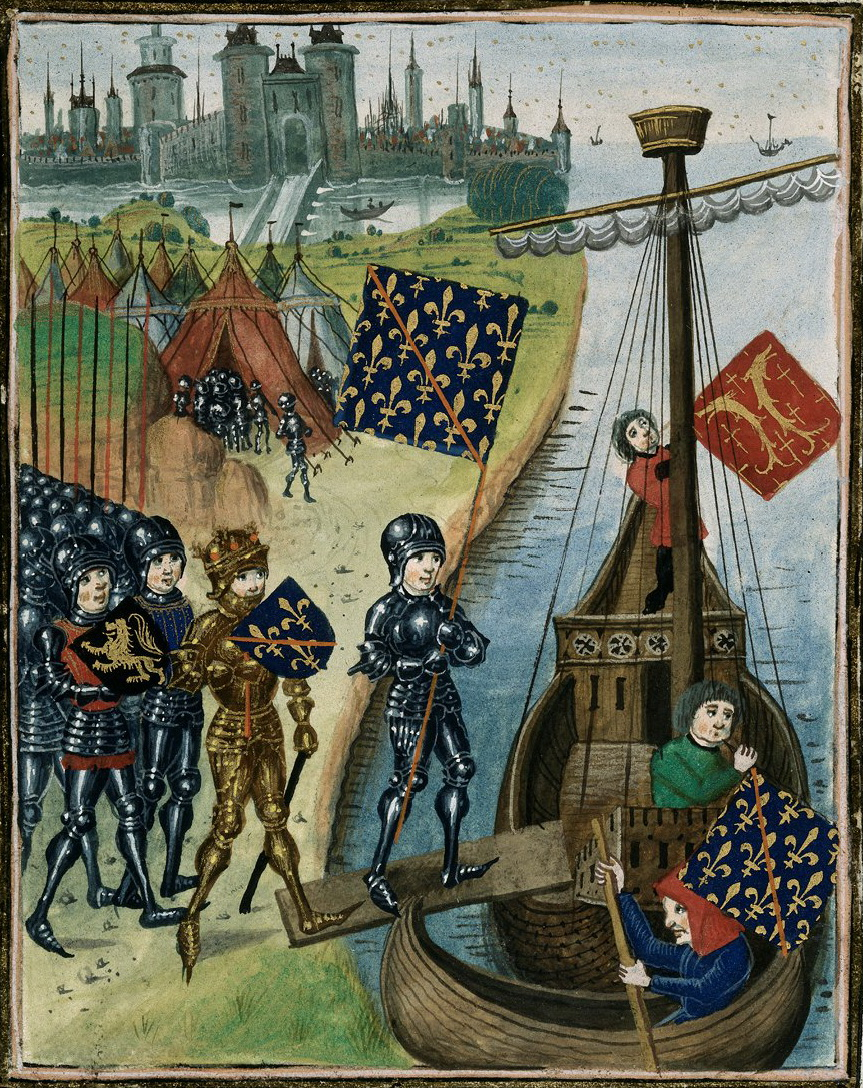
Os cruzados deixando Mahdia

## Fim do cerco
O cerco acabou com a conclusão de um tratado negociado pela parte genovesa. O tratado estipulou um armistício de dez anos. Em meados de outubro, os cruzados retornaram a Gênova. As perdas devido aos combates e doenças totalizaram 274 cavaleiros e escudeiros.

## Consequências
Ambos os lados comemoraram a vitória. Os berberes repeliram os invasores e os genoveses puderam conduzir o comércio com menos interferência. Os cavaleiros franceses não tinham objetivos tangíveis, mas participavam por ação e glória. Eles não conseguiram aprender nenhuma lição de uma “aventura cavalheiresca com cobertura religiosa”. Os seus erros de desconhecimento do ambiente, falta de equipamento pesado de cerco, subestimação do inimigo e disputas internas repetiram-se seis anos mais tarde, numa escala maior, na sua última cruzada fatal, em Nicópolis.

## Participantes notáveis
- Luís II, Duque de Bourbon
- Enguerrando VII, Senhor de Coucy
- João de Nevers
- João Beaufort, 1º Conde de Somerset
- Gadifer de la Salle
- Jean de Béthencourt